# Rodrigo Rojas Macchiavello
Rodrigo Rojas Macchiavello (Santiago, 11 de junio de 1990) es un karateca chileno que participa en la categoría kumite +84kg. Ha sido campeón a nivel sudamericano y panamericano, así como campeón mundial en la Premier League de Brasil y la JKA.

## Biografía
Rojas practica karate desde los 9 años de edad, alentado por su padre, quien también practicaba la disciplina. Estudió en el colegio Pumahue de Peñololén, donde egresó en 2008.Cursó su educación superior en la Universidad Andrés Bello, donde se tituló como kinesiólogo en 2016.
En 2017, se convirtió en el primer karateca no japonés en ganar el Campeonato Mundial organizado por la Asociación Japonesa de Karate, realizado en Irlanda. Fue el abanderado de Chile en la ceremonia de inauguración de los Juegos Bolivarianos de 2022 realizados en Valledupar, donde a la postre consiguió la medalla de oro.También ganó la medalla de oro en los Juegos Suramericanos de ese mismo año, en Asunción.
En los Juegos Panamericanos de 2023, consiguió la medalla de oro en su categoría tras vencer al brasileño Lucas Fernandes, mejorando la presea de bronce que había conseguido cuatro años antes en los Panamericanos de Lima 2019.